# Gonia mexicana
Gonia mexicana är en tvåvingeart som beskrevs av Wulp 1890. Gonia mexicana ingår i släktet Gonia och familjen parasitflugor. Inga underarter finns listade i Catalogue of Life.